# 青田五良
青田五良（あおたごろう、1898年-1935年）は、日本の染織家。兵庫県神戸市生まれ。

## 経歴
丹波下黒田村で染織を学び、同志社中学校の教諭を務めた。1927年、黒田辰秋等と上賀茂民芸協団を設立。民藝運動の工芸理論に基づく染織を目指す。1929年の上賀茂民芸協団解散後、1935年に結核で亡くなった。

## 参考資料
- 『生活と芸術－アーツアンドクラフツ展 ウイリアム・モリスから民芸まで』（朝日新聞社、2008年）